# Simeon Olelkovici
Simeon Olelkovici
 (belarusă Сямён Алелькавіч, ucraineană Семен Олелькович, rusă Семён Олелькович, lituaniană Simonas Olelkaitis; 1420–1470) a fost ultimul mare cneaz al Kievului, între 1454-1470 și cneaz al Slutskului⁠(en)[traduceți] între 1443-1455.
Simeon Olelkovici este fratele Evdochiei Olelkovici, sau Doamna Evdochia din Kiev, prima soție a domnului Moldovei, Ștefan cel Mare. Aceasta a decedat în anul 1467, lăsând în urma ei trei copii: Elena, Alexandru și Petru.